# Butiama
Butiama é uma cidade no norte da Tanzânia sendo o centro administrativo do distrito de Butiama, estando na região de Mara. No censo de 2002, possuia uma população de 15.838 habitantes.